# Irène Papas
Iríni Pappá (Ειρήνη Παππά), connue en francophonie sous le nom d’Irène Papas, née Iríni Lelékou (Ειρήνη Λελέκου) le 3 septembre 1929 à Chiliomodi (Corinthie) et morte le 14 septembre 2022 dans la même ville, est une actrice et chanteuse grecque.
Au fil de ses quelque cinquante ans de carrière, Irène Papas a joué dans plus de quatre-vingts films dont Z (1969) de Costa-Gavras ou Zorba le Grec (1964) de Michel Cacoyannis, mais elle a surtout marqué les esprits dans des rôles de tragédienne antique comme dans Antigone (1961) de Yórgos Tzavéllas, Électre (1962), Les Troyennes (1971) ou Iphigénie (1977) de Michel Cacoyannis. Ses films font souvent ressortir sa personnification d'une femme hellène de caractère rappelant intentionnellement l'iconographie de la Grèce antique.

## Biographie
Irène Papas naît à Chiliomódi, en Corinthie sous le nom d'Irini Lelekou (Ειρήνη Λελέκου),,,,. La plupart des sources indiquent (à tort) que sa date de naissance est le 3 septembre 1926 ; d'autres indiquent le 3 septembre 1929, ou le 9 mars 1926. Selon le registre municipal, son année de naissance est 1929.
Irène Papas naît dans une famille d'enseignants ; son grand-père, ses parents et sa tante influencent son éducation,. Sa mère, Eleni Lelekou, née Prevezanou, est une enseignante originaire d'Épire, qui lui fait fréquemment des lectures de nombreux récits et contes de fées. Son père Stavros Lelekos, professeur de théâtre classique, est le directeur de l'école de Sofiko (el), en Corinthie, et lui apprend à lire le grec ancien,,. Des allégations persistantes mais vagues font état d'une origine albanaise pour son père. Selon l'ouvrage Le regine del cinema de Costanzo Costantini, Papas aurait déclaré dans une interview : « mon père venait probablement d'Albanie, je suis peut-être albanaise, ou à moitié albanaise. Le Péloponnèse est plein d'Albanais ». « J'aimais plus ma mère que mon père » », a-t-elle confié plus tard, « après tout, il était un homme et moi une femme : un abîme nous séparait. Il appartenait au monde sombre des hommes. Mon père était mon professeur, alors que ma mère et ma tante étaient toutes deux des conteuses d'histoires ». Ses parents ont eu quatre filles. Ses sœurs sont Evangelia Lelekou-Manthopoulou (Ευαγγελία Λελέκου-Μανθοπούλου, 1925-), médecin radiologue, ancienne directrice de l'hôpital Agios Savas (Άγιος Σάββας), et l'artiste littéraire et poète Despina Lelekou-Tataki (Δέσποινα Λελέκου-Τατάκη, 1926-2009). Son arrière-grand-père Stavros Lelekos (Σταύρος Λελέκος) écrit la première syntaxe de la langue grecque en 1881, ainsi que d'autres ouvrages pour l'enseignement secondaire vers la fin du XIXe siècle. Ses parents opposent une vive résistance lorsqu'elle leur dit, à l'adolescence, qu'elle veut être actrice.
Son neveu est le réalisateur et scénariste Manousos Manousakis (el), fils de sa sœur Despina ; un autre de ses neveux est l'acteur Aiadas Manthopoulos (Αίαντας Μανθόπουλος), fils de sa sœur Evangelia.

### Carrière cinématographique

#### Débuts

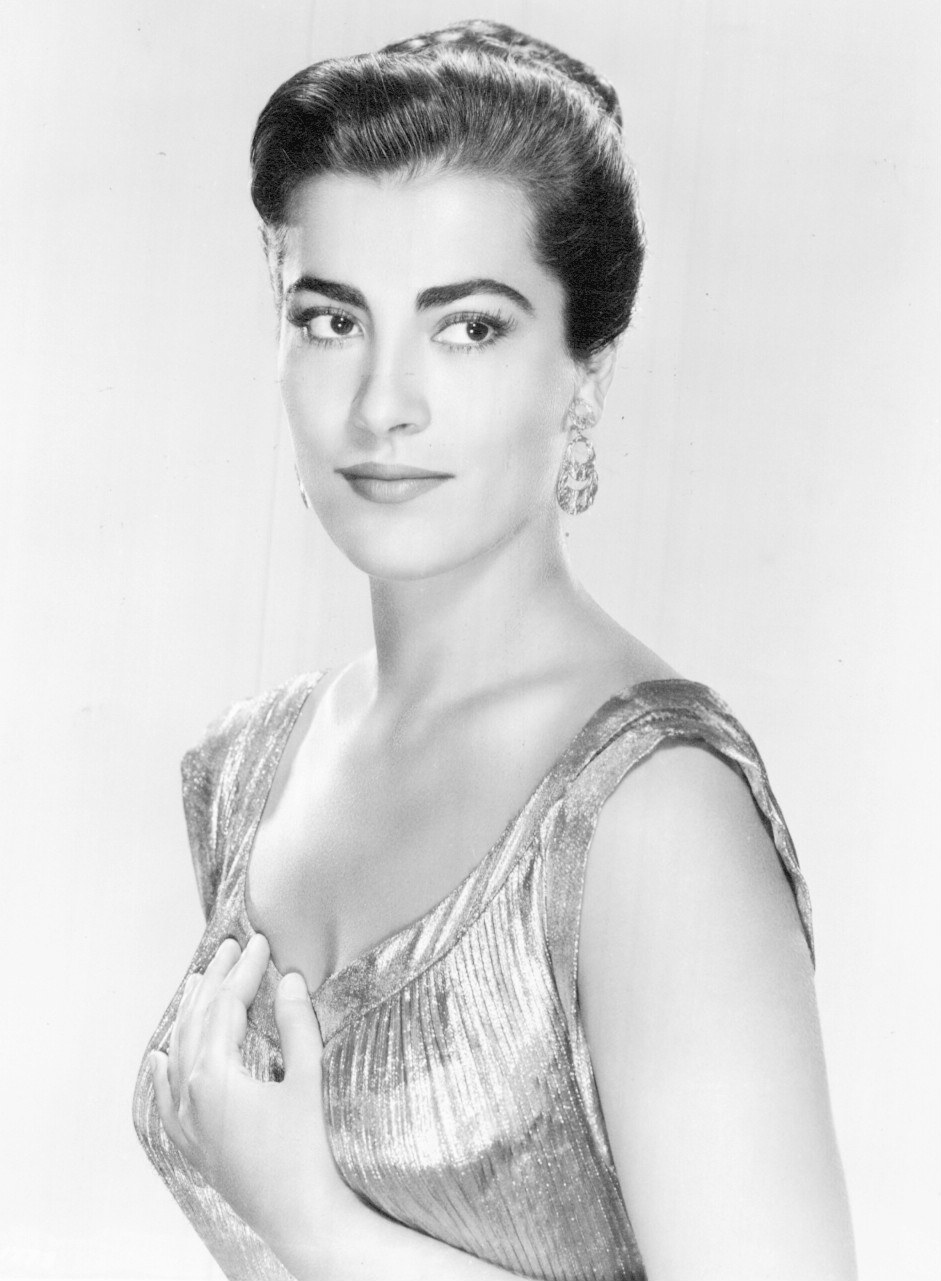
Irène Papas en 1956.

Dans son autobiographie, Alékos Sakellários écrit qu'il l'a vue pour la première fois place Sýntagma. Par son apparence, sa tenue et sa démarche, elle lui semblait être une « cariatide vivante ». Il la présente à la maison de production Finos Film et elle apparaît dans son premier film en 1948, Anges perdus de Níkos Tsifóros,,. Ce mélo, sorti en pleine guerre civile grecque (1946-1949), est considéré comme une dénonciation de la domination de la société grecque par les nouveaux riches sans scrupule.
Elle commence à attirer l'attention en 1952 avec son rôle dans le film Ville morte de Frixos Iliasis avec George Foundas (qui apparaît pour la première fois au cinéma) et dont l'action se déroule dans l'ancienne cité grecque de Mistra,,. Le film est projeté au Festival de Cannes 1952, où Papas est accueillie par la presse internationale et photographiée passant du bon temps avec le play-boy Karim Aga Khan IV, futur imam des ismaéliens nizârites.
Elle fait partie des actrices grecques à avoir davantage tourné à l'étranger que dans son pays. Les cinéastes grecs la considèrent comme une actrice non commerciale. À l'étranger elle signe avec Lux Film en Italie, où la publicité pour Ville morte suffit à la lancer comme une vedette du cinéma. Après un détour dans le film noir italo-américain Le Secret de la casbah, elle joue dans les melodramma strappalacrime Les Infidèles (1953) de Mario Monicelli et Steno et Le Cyclone (1953) ainsi que dans les péplums Attila, fléau de Dieu de Pietro Francisci et Théodora, impératrice de Byzance de Riccardo Freda et dans les films de cape et d'épée Les Aventures des trois mousquetaires (1957) de Joseph Lerner et sa suite L'Épée gasconne (1957) d'Hugo Fregonese, deux films inspirés du roman d'Alexandre Dumas. En 2008, l'Italie la distingue en lui remettant le Prix de Rome au théâtre d'Ostia Antica,,. Au moment de recevoir le prix, elle déclare : « Je ne sais pas si je dois rire ou pleurer, je peux seulement dire qu'Athènes sera toujours ma mère, mais Rome est ma deuxième mère, par choix délibéré. » En Italie, elle travaille avec de nombreux cinéastes de Cinecittà et les Italiens l'apprécient, l'appelant « Bella Greca » et « Irene Nostra » (litt. « notre Irène »).
Après une participation au western psychologique américain La Loi de la prairie (1956), elle enchaîne plusieurs films grecs comme Le Lac des soupirs (1959) de Grigóris Grigoríou, le film réalisé par son mari Alkis Papas Psit... les filles (1959) et le rôle-titre de la révolutionnaire Laskarína Bouboulína dans Bouboulina (1959) de Kostas Andritsos (el). Puis elle acquiert une renommée internationale grâce à la superproduction anglo-américaine de guerre Les Canons de Navarone (1961). Son personnage est un ajout au roman d'Alistair MacLean dont le film est adapté : elle incarne une résistante qui prend une part active à l'action et un personnage féminin fort tout en étant l'objet du désir des hommes. Gerasimus Katsan écrit qu'elle joue une partisane « dure comme la pierre » dans Les Canons de Navarone, « capable, sans peur, stoïque, patriote et héroïque » ; lorsque les hommes hésitent, elle tue la traîtresse Anna ; mais bien qu'elle ait une relation amoureuse avec Andreas (Anthony Quinn), elle reste « froide et rationnelle », révélant peu de sa personnalité sensuelle ; elle est aussi dure que les hommes, comme le stéréotype de la villageoise grecque, mais elle représente un équilibre par rapport à eux dans le film.

#### La tragédienne antique

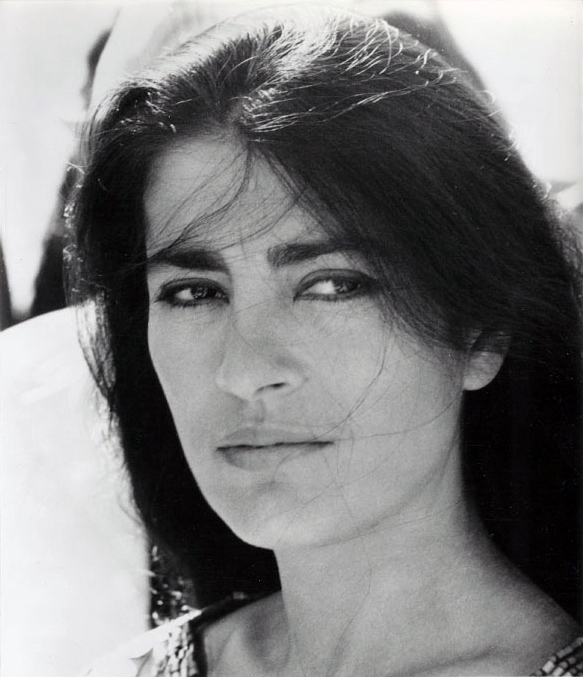
Irène Papas sur le plateau des Troyennes en 1971.

Mais c'est surtout ses rôles dans les adaptations cinématographiques des tragédies antiques qui la consacrent. Irène Papas joue les rôles titres d'Antigone (1961) d’Yórgos Tzavéllas et d'Électre (1962) de Michel Cacoyannis, où son interprétation puissante de l'héroïne condamnée lui vaut le statut de vedette. Elle a joué le rôle d'Hélène dans Les Troyennes (1971) de Cacoyannis, face à Katharine Hepburn, et celui d'une Clytemnestre aux « yeux charbonneux » selon le New York Times, dans son Iphigénie (1977). Outre Euripide et Sophocle, elle joue en tragédienne dans des adaptations de Federico García Lorca (Noces de sang, Yerma…), Gabriel García Márquez (Chronique d'une mort annoncée, Eréndira de Ruy Guerra en 1983), Leonardo Sciascia, Nikos Kazantzakis (Zorba le Grec).
Elle a déclaré que Cacoyannis était le seul metteur en scène avec lequel elle était vraiment à l'aise, se décrivant comme « trop obéissante » pour tenir tête aux autres metteurs en scène. Cacoyannis a déclaré qu'elle avait joué un rôle dans sa décision de faire Iphigénie, formant son image de Clytemnestre avec sa puissance et son physique, et sa colère impersonnelle et sans pitié contre l'injustice de la vie, quelque chose qui, selon lui, était accessible aux acteurs de pays comme la Grèce qui avaient connu de longues années d'oppression.
L'Encyclopédie Treccani décrit Irène Papas comme une beauté méditerranéenne typique, dotée d'une belle voix, tant au niveau du chant que du jeu, très talentueuse et dotée d'un esprit d'aventure. Olga Kourelou ajoute que les réalisateurs de films, depuis Cacoyannis, ont systématiquement utilisé son physique : « Sa peau blanche comme la craie et ses longs cheveux noirs, ses yeux marron foncé, ses épais sourcils arqués et son nez droit font apparaître Papas comme la personnification de la beauté grecque. » Elle écrit que la caméra s'est attardée en gros plan sur le visage de Papas et qu'elle est souvent photographiée de profil, rappelant intentionnellement l'iconographie de la Grèce antique. Kourelou donne comme exemple le plan de profil dans Iphigénie où Papas chante une berceuse à sa fille, devant une sculpture hellénique d'une femme, le plan faisant ressortir la ressemblance des traits de leurs visages ; elle note que les affiches de Papas ont souvent utilisé le même motif.

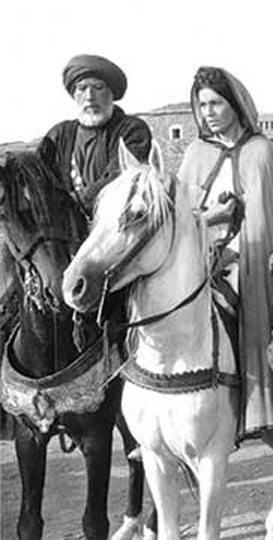
Anthony Quinn et Irène Papas dans Le Message (1976).

Gerasimus Katsan a écrit qu'elle est la vedette de cinéma grecque la plus connue et la plus reconnaissable, « une actrice avec une gamme, une puissance et une subtilité incroyables ». D'après Bampēs Aktsoglou, alors qu'elle possède cette aura qu'elle irradie dans le monde entier où elle incarne un pan de la grécité, Irène Papas n'a jamais été une star en Grèce, « mais une personnalité désarmée que le Grec de la rue a toujours considérée avec le respect et cette terreur sacrée que de tous temps la tragédie a inspirés dans ce pays ». Le critique américain de cinéma Roger Ebert observe qu'il y avait beaucoup de « jolies filles » dans le cinéma « mais pas beaucoup de femmes », et qualifie Papas de grande actrice. Ebert note qu'elle a dû se battre avec acharnement, que sa grande taille (1,78 m) limite le nombre d’acteurs masculins aux côtés desquels elle peut jouer car ces derniers ne veulent pas apparaître plus petits qu'elle à l'écran, que son accent marqué du Péloponnèse limite les rôles qu'elle peut tenir et que « sa beauté inhabituelle n'est pas du genre de celle avec laquelle les actrices vedettes aiment se mesurer »,. Néanmoins, selon Ebert, sa présence dans de nombreux films connus a inspiré « une sorte de culte ».
Dans son livre sur le cinéma grec, Mel Schuster qualifie Irène Papas de grande actrice grâce à ses rôles dans quatre des films de Cacoyannis. Il trouve sa présence sur scène impressionnante, notamment dans Électre, et si puissante qu'elle limite les rôles qu'elle peut accepter au cinéma, car elle semble être une force élémentaire de la nature. C'est pourquoi, selon Schuster, Hollywood l'a traitée comme « une Terre-Mère qui a souffert et survécu, mais qui a rarement parlé ou agi ». Cela fait de son Hélène dans Les Troyennes, qui arpente la scène comme une panthère en cage « avec juste les yeux qui fouillent à travers les barreaux », une « merveilleuse surprise », car Hollywood voit que, en fait, elle est aussi une actrice accomplie. Selon lui, la choisir pour le rôle de la belle Hélène est audacieux, car Papas n'est pas, en 1971, aussi conventionnellement belle qu'une Hedy Lamarr ou une Elizabeth Taylor ; si elle est « le visage qui a poussé un millier de navires à la mer », elle apporte « une force qui aurait pu inspirer un holocauste ». Schuster fait remarquer que dans chacun des quatre films de Cacoyannis, un plan de Papas procure un « plaisir indélébile » et reste gravé dans la mémoire. Dans Iphigénie, ce plan est, selon lui, judicieusement placé à la fin, sous le générique de fin, de sorte que les spectateurs la voient jusqu'à ce moment comme une actrice polyvalente et puissamment dramaturgique, appropriée à la fois aux dimensions mythiques anciennes du conte et à une lecture psychologique moderne du mythe.

« Dès le premier plan d'Électre de Michel Cacoyannis, alors que le visage fier et implacable émerge de l'ombre, il devient impossible d'imaginer quelqu'un d'autre dans le rôle de l'héroïne d'Euripide. Érigée, immuablement digne, les yeux sombres brûlant férocement sous de lourds sourcils noirs, Irène Papas incarne visiblement la sublimité de la Grèce classique, tragique mais sereine. »

— Philip Kemp
Kemp décrit Irène Papas comme une présence impressionnante, ce qui a paradoxalement limité sa carrière. Il admire ses rôles dans les films de Cacoyannis, notamment celui de la provocante Hélène de Troie dans Les Troyennes, celui de la Clytemnestre vengeresse et éplorée dans Iphigénie, et celui, « mémorable », de la veuve froide mais sensuelle dans Zorba le Grec.
Le critique américain Bosley Crowther qualifie son apparition dans Zorba le Grec de « sombre et intense dans son interprétation de la veuve ». Gerasimus Katsan déclare qu'on se souvient le plus souvent d'elle comme de la « veuve sensuelle » dans Zorba le Grec. Katsan commente qu'elle est à nouveau en décalage avec les autres femmes du village, jouant « la veuve belle et torturée » qui est finalement chassée à mort avec ce que Vrasidas Karalis appelle la « noblesse élémentaire »,. Jefferson Hunter écrit que Papas a contribué à faire de Zorba le Grec un film « exubérant » avec la passion austère de son rôle secondaire.
Ce succès ne lui rend pas la vie facile ; elle a déclaré ne pas avoir travaillé pendant deux ans après Électre, malgré les prix et les critiques laudatives ; et de nouveau, elle a chômé pendant dix-huit mois après Zorba le Grec. Ce film s'est révélé être son film le plus populaire, mais elle a déclaré n'en avoir tiré que 10 000 dollars.

#### Rôles éclectiques en Italie et à l'international
Irène Papas a également joué dans À chacun son dû (1967) d'Elio Petri adapté du roman de Leonardo Sciascia. Elle y est accompagnée par Gian Maria Volonté qu'elle retrouvera dans Le Christ s'est arrêté à Eboli (1979) de Francesco Rosi. Elle incarne la reine Catherine d'Aragon dans Anne des mille jours (1969), un film britannique de Charles Jarrott sur l'Angleterre des Tudor.
Dans ces années-là, un autre long métrage particulièrement remarqué dans sa filmographie est le film-dossier Z (1969) de Costa-Gavras. Elle y joue Hélène, l'épouse du « Docteur » incarné par Yves Montand qui est assassiné au nom d’une pseudo-raison d’État alors qu'il militait contre l’installation de missiles américains en Grèce. Ce film qui raconte la période d'« incubation » du fascisme grec avant la dictature des colonels (1967-1974) est considéré comme le premier grand film politique français. La prestation d'Irène Papas y a été qualifiée d'« indélébile ».

et Irène Papas dans Le Lion du désert (1981).

Elle fait une incursion dans la science-fiction post-apocalyptique avec Ecce homo (1969) où elle est face au Français Philippe Leroy ou dans la fable dystopique avec L'Effroyable Machine de l'industriel N.P. (1971) avec Francisco Rabal et Ingrid Thulin. Elle interprète la comtesse Tommaselli dans la comédie érotique italienne La bambina (1974) d'Alberto Lattuada, un genre qu'elle retrouvera avec L'assistente sociale tutta pepe e tutta sale (1981) de Nando Cicero avec Nadia Cassini. Elle tient un petit rôle dans le giallo rural italien de Lucio Fulci La Longue Nuit de l'exorcisme (1972) ou dans le film de guerre yougoslave La Cinquième Offensive (1973) de Stipe Delić (ro). Elle croise Ornella Muti dans le giallo d'Umberto Lenzi Meurtre par intérim (1971). Pour le film d'épouvante Les Vierges damnées (1979), le réalisateur Pier Carpi fait courir le bruit dans les médias d'un prétendu fantôme qui aurait hanté l'actrice dans le château de Vignanello pendant le tournage. Elle joue en outre dans les deux films réalisés par Moustapha Akkad : Le Lion du désert (1981) et surtout Le Message (1976), un film biographique sur Mahomet, le prophète de l'islam. Elle fera également deux films au Maghreb avec le réalisateur marocain Souheil Ben Barka pour Noces de sang (1977) et le réalisateur tunisien Abdelhafid Bouassida pour La Ballade de Mamelouk (1982).
Elle travaille également à la télévision, notamment en interprétant Pénélope dans la superproduction européenne L'Odyssée (1968) auprès de Bekim Fehmiu, dirigés par Franco Rossi et Mario Bava, la mère de Linda de Suza dans La Valise en carton en 1988 et elle participe au téléfilm Le Banquet mis en scène par Marco Ferreri d'après Platon l'année suivante. En 1987, elle préside le jury de la Mostra de Venise. La même année, elle croise Jacqueline Bisset dans Soleil grec de Clare Peploe.
Elle joue chez Manoel de Oliveira par trois fois : Party (1996), Inquiétude (1998) et Un film parlé en 2003, qui constitue aussi l'avant-dernière apparition à l'écran d'Irène Papas à ce jour. Le réalisateur portugais a déclaré à propos de l'actrice : « Cette grande tragédienne est la grande et belle image qui incarne l'essence la plus profonde de l'âme féminine. Elle est l'image de la Grèce de tous les temps..., la mère de la civilisation occidentale,. » Sa toute dernière apparition en 2004 se fait dans Ecuba, film qu'elle réalise avec Giuliana Berlinguer d'après la pièce d'Euripide.

### Carrière théâtrale
Irène Papas suit des cours de théâtre à l'école d'art dramatique du théâtre national (el), alors appelée école nationale de théâtre classique, avec de grands professeurs tels que George Glinos (el), Nikolaos Paraskevas (el), Loukas Karintinos, Pélos Katsélis, ainsi qu'avec Dimítris Rondíris, un disciple de Max Reinhardt,,. Elle apparaît pour la première fois sur scène en 1948, dans la revue Sakellários-Giannakopoulos (el) ánthropoi...ánthropoi (άνθρωποι... άνθρωποι), à l'Opéra national, avec les acteurs les plus importants de l'époque. Elle a joué dans plusieurs rôles ibséniens.
Lors de son séjour aux États-Unis, Irène Papas a joué dans les théâtres de Broadway en 1967, dont la pièce That Summer, That Autumn aux côtés de Jon Voight,,. En 1989, elle joue en Italie dans I giganti della montagna de Luigi Pirandello mis en scène par Mauro Bolognini, dans le rôle magique, mais tragique de la comtesse.
En 1987, Irène Papas préside le premier jury international du Prix Europe pour le Théâtre.
Le Portugal lui a témoigné sa reconnaissance en soutenant le théâtre qu'elle y a fondé pour jouer des tragédies antiques. Pour ce théâtre, Irène Papas a résidé au Portugal pendant ses dernières années d'activité,.

### Carrière musicale
Irène Papas commence à l'âge de 15 ans en tant que productrice radiophonique, chanteuse et danseuse lors de divers événements. En 1969, le label RCA publie le disque vinyle de Papas, Songs of Theodorakis (el) (INTS 1033). Il comporte onze titres chantés en grec, dirigés par Harry Lemonopoulos et produits par Andy Wiswell, avec des notes de pochette en anglais par Michel Cacoyannis. Il est sorti en CD en 2005 (FM 1680). Papas connaissait déjà Míkis Theodorákis pour avoir travaillé avec lui sur Zorba le Grec dès 1964. Le critique Clive Barnes dit de sa prestation vocale sur l'album qu'« Irène Papas est connue du public en tant qu'actrice, mais c'est pour cela qu'elle chante avec une telle intensité, son apparence même, avec ses cheveux de jais, est un moyen d'expression tout aussi dynamique ».
Elle a également prêté sa voix sur la chanson ∞ de l'album 666 du groupe Aphrodite's Child en 1972, avec Vangelis, Demis Roussos et Lucas Sideras. Elle scande I was, I am, I am to come de manière répétée et sauvage sur un fond de percussions, ce qui provoque une polémique pour ce que le label Mercury qualifie d'« orgasme graphique ». C’est d’ailleurs la raison pour laquelle le label hésite à sortir l’album.
En 1979, Polydor publie son album de huit chansons folkloriques grecques intitulé Odes, avec de la musique électronique interprétée (et partiellement composée) par Vangelis. Les paroles ont été coécrites par Arianna Stassinopoulos. Ils ont collaboré à nouveau en 1986 pour Rhapsodies, une interprétation électronique de sept hymnes liturgiques byzantins, également chez Polydor ; Jonny Trunk écrit qu'il n'y a « aucun doute sur la puissance, le feu et les délices âpres de la voix de Papas ».

### Engagement politique
En 1967, Irène Papas appelle à un « boycott culturel » contre le « Quatrième Reich », c'est-à-dire la dictature des colonels,. Son opposition au régime l'a envoyée, ainsi que d'autres artistes comme Míkis Theodorákis dont elle chantait les chansons, en exil lorsque la junte militaire a pris le pouvoir en Grèce en 1967 ; elle s'installe dans un exil temporaire en Italie et à New York. À la chute de la junte en 1974, elle retourne en Grèce, passant du temps à Athènes et dans la maison de village de sa famille à Chiliomodi, tout en continuant de travailler à Rome.
Dès l'après-guerre, Irène Papas s'engage en politique. Elle devient membre du parti communiste de Grèce, qui est resté illégal jusqu'en 1974, mais elle admire également la personnalité d'Andréas Papandréou, le fondateur du PASOK. Elle devient amie avec Dimitra Lianis (el), l'épouse de Papandréou. Entre 1993 et 1996, lors du gouvernement Andréas Papandréou III, Dimitra Lianis est placée par son mari à la tête de son cabinet et se fait attaquer dans les médias ; Irène Papas prend alors la parole pour défendre Lianis.

### Vie privée

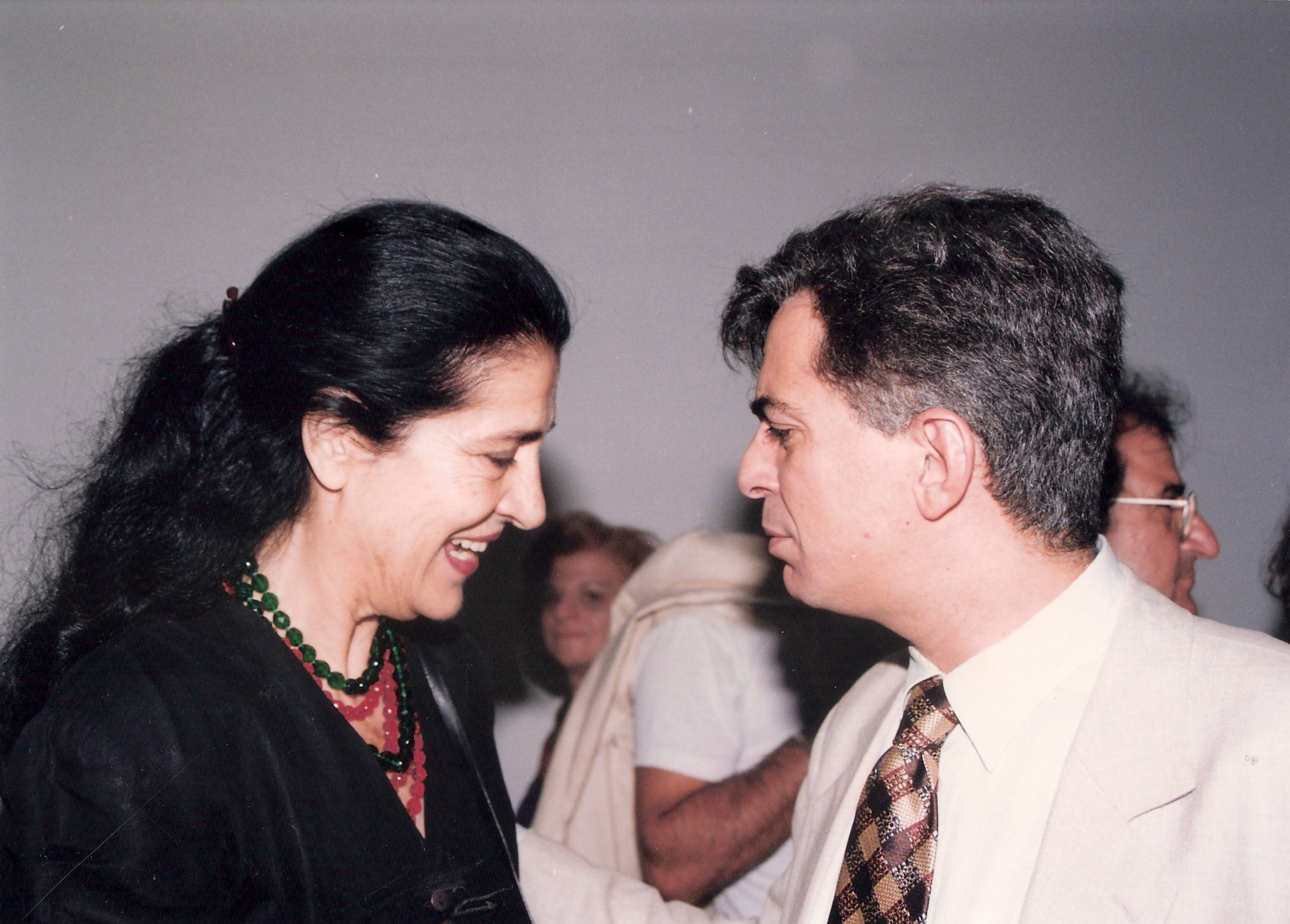
Irène Papas et.

En 1947, elle épouse le réalisateur et acteur Alkis Pappas (Άλκη Παππά, 1922-2018), dont elle divorce en 1951 tout en gardant le nom,. Elle a néanmoins voulu modifier ce nom en l'orthographiant avec un seul « p ». Selon d'autres sources, leur mariage a duré de 1943 à 1947.
Elle révèle en 2004 au journal italien Corriere della Sera, après la mort de Marlon Brando, qu'il y avait eu un long et « secret amour » entre eux. Elle a dit qu'ils s'étaient rencontrés en 1954 à Rome. Elle a déclaré qu'elle le tenait en haute estime, qu'il était la « grande passion de sa vie » et qu'ils se sont rencontrés pour la dernière fois en 1999 à Athènes,.
Elle n'a pas eu d'enfants,.

#### Maladie et mort
Au XXIe siècle, Irène Papas revient vivre à Chiliomódi, le village où elle est née, avec à partir des années 2010 des problèmes de santé dus à la maladie d'Alzheimer,,.
Elle meurt le 14 septembre 2022 à l'âge de 93 ans, ayant passé ses dernières années à Chiliomódi,,, situé dans le district de Corinthie. Elle est inhumée au cimetière de Chiliomódi.

## Filmographie

### Actrice de cinéma
- 1948 : Anges perdus (Χαμένοι άγγελοι) de Níkos Tsifóros : Liana

#### Années 1950
- 1951 : Ville morte (Νεκρή Πολιτεία) de Frixos Iliadis : Lena
- 1953 : Totò, Peppino e una di quelle d'Aldo Fabrizi : Monica
- 1953 : Larmes d'amour (Torna!) de Raffaello Matarazzo
- 1953 : Les Infidèles (Le infedeli) de Mario Monicelli et Steno : Luisa Azzali
- 1953 : Le Secret de la casbah (Dramma nella Kasbah) d'Edoardo Anton et Ray Enright : Yvonne Lebeau
- 1954 : Théodora, impératrice de Byzance (Teodora, imperatirce di Bisanzio) de Riccardo Freda : Faidia
- 1954 : Attila, fléau de Dieu (Attila, il flagello di Dio) de Pietro Francisci : Grune
- 1955 : The Missing Scientists, moyen-métrage de Steve Sekely : Gina
- 1955 : Le Cyclone (Vortice) de Raffaello Matarazzo : Clara
- 1956 : La Loi de la prairie (Tribute to a bad man) de Robert Wise : Jocasta Constantine
- 1956 : Les Grands de ce monde (The Power and the Prize) de Henry Koster
- 1957 : Les Aventures des trois mousquetaires (Le avventure dei tre moschettieri) de Joseph Lerner
- 1957 : L'Épée gasconne (La spada imbattibile) d'Hugo Fregonese
- 1959 : Le Lac des soupirs (Η λίμνη των στεναγμών) de Grigóris Grigoríou : Frosýni
- 1959 : Psit... les filles (Ψιτ... κορίτσια) d'Alkis Papas : Eleni
- 1959 : Bouboulina (Μπουμπουλίνα) de Kostas Andritsos (el) : Laskarína Bouboulína

#### Années 1960
- 1961 : Les Canons de Navarone (The Guns of Navarone) de J. Lee Thompson : Maria Pappadimos
- 1961 : Antigone (Aντιγόνη) de Yórgos Tzavéllas : Antigone
- 1962 : Électre (Ηλέκτρα) de Michel Cacoyannis : Electre
- 1964 : La Baie aux émeraudes (The Moon-Spinners) de James Neilson : Sophia
- 1964 : Zorba le Grec (Αλέξης Ζορμπάς) de Michel Cacoyannis : la veuve
- 1966 : Roger La Honte  (Trappola per l'assassino) de Riccardo Freda : Julia de Noirville
- 1966 : Ta skalopatia (Τα Σκαλοπάτια) de Leonard Hirschfield : Joana
- 1967 : À chacun son dû (A ciascuno il suo) d'Elio Petri : Luisa Roscio
- 1967 : Témoin de l'enfer (de) (Zeugin aus der Hölle) de Žika Mitrović (sr) : Lea Weiss
- 1968 : Ecce homo de Bruno Gaburro : Anna
- 1968 : The Desperate Ones (en) (Más allá de las montañas) d'Alexander Ramati (ru) : Ajmi
- 1968 : Les Frères siciliens (The Brotherhood) de Martin Ritt : Ida Ginetta
- 1969 : Z de Costa-Gavras : Hélène
- 1969 : A Dream of Kings (en) de Daniel Mann : Caliope
- 1969 : Anne des mille jours (Anne of a Thousand Days) de Charles Jarrott : Reine Catherine d'Aragon

#### Années 1970
- 1971 : Meurtre par intérim (Un posta ideale per uccidere) d'Umberto Lenzi : Barbara Slater
- 1971 : Les Troyennes (The Trojan women) de Michel Cacoyannis : Hélène
- 1971 : Scandale à Rome (Roma bene) de Carlo Lizzani : Elena Teopoulos
- 1972 : La Longue Nuit de l'exorcisme (Non si sevizia un paperino) de Lucio Fulci : Dona Aurelia Avallone
- 1973 : L'Effroyable Machine de l'industriel N.P. (N.P. - Il segreto) de Silvano Agosti : une femme au foyer
- 1973 : La Cinquième Offensive (Sutjeska) de Stipe Delić (ro) : une partisane
- 1974 : Piazza pulita de Luigi Vanzi : donna Mimma
- 1974 : La bambina (Le farò da padre) d'Alberto Lattuada : Raimonda Spina
- 1974 : Moïse (Mosè) de Gianfranco De Bosio : Séphora
- 1976 : L'Homme de Corleone (L'uomo di Corleone), film inachevé de Duilio Coletti
- 1976 : Le Message (الرسالة) de Moustapha Akkad : Hind
- 1977 : Iphigénie (Ιφιγένεια) de Michel Cacoyannis : Clytemnestre
- 1977 : Noces de sang (عرس الدم) de Souheil Ben Barka : la mère
- 1979 : Le Christ s'est arrêté à Eboli (Cristo si è fermato a Eboli) de Francesco Rosi : Giulia
- 1979 : Liés par le sang (Bloodline) de Terence Young : Simonetta Palazzi
- 1979 : Les Vierges damnées (Un ombra nell'ombra) de Pier Carpi : Raffaella

#### Années 1980
- 1981 : Le Lion du désert (Lion fo the Desert) de Moustapha Akkad : Mabrouka
- 1981 : L'assistente sociale tutta pepe e tutta sale de Nando Cicero : la fée
- 1982 : La Ballade de Mamelouk (سراب) d'Abdelhafid Bouassida : la mère de Mamelouk
- 1983 : Eréndira de Ruy Guerra : la grand-mère Amadis
- 1983 : Il disertore de Giuliana Berlinguer : Mariangela
- 1984 : Afghanistan pourquoi ? (أفغانستان لماذا ؟) d'Abdellah Mesbahi
- 1984 : Le Sex-symbol (en) (Melvin, Son of Alvin) de John Eastway : Mme Hasim
- 1985 : The Assisi Underground d'Alexander Ramati (ru) : la mère de Giuseppina
- 1985 : Série noire pour une nuit blanche (Into the Night) de John Landis : Shaheen Parvici
- 1987 : Sweet Country de Michel Cacoyannis : Mme Araya
- 1987 : Chronique d'une mort annoncée (Cronaca di una morte anunciata) de Francesco Rosi : la mère d'Angela
- 1987 : Soleil grec (High Season) de Clare Peploe : Penelope
- 1989 : Island de Paul Cox : Marquise

#### Années 1990
- 1990 : Nirvana Street Murder (en) d'Aleksi Vellis : la grand-mère d'Helen
- 1992 : Lettera da Parigi d'Ugo Fabrizio Giordani (it) : Gina
- 1993 : Sens dessus dessous (Πάνω, κάτω και πλαγίως) de Michel Cacoyannis : Maria
- 1996 : Party de Manoel de Oliveira : Irène
- 1998 : Yerma de Pilar Tavora : une vieille paysanne
- 1998 : Inquiétude (Inquietude) de Manoel de Oliveira : la mère

#### Années 2000
- 2001 : Capitaine Corelli (Captain Corelli's Mandolin) de John Madden : Drosoula
- 2001 : Podzimní návrat de Georgis Agathonikiadis
- 2001 : ...kai to treno paei ston ourano (Και το τρένο πάει στον ουρανό) de Yannis Ioannou : Elena Michailovna
- 2003 : Un film parlé (Um filme falado) de Manoel de Oliveira : Helena
- 2004 : Ecuba d'Irène Papas et Giuliana Berlinguer

### Actrice de télévision
- 1958 : Climax! (série télévisée) : Maxanne York
- 1968 : L'Odyssée de Franco Rossi (série télévisée) : Pénélope
- 1982 : Les Tribulations de Manuel (téléfilm) : Erinaki
- 1987 : Un bambino di nome Gesù (téléfilm) : Marie âgée
- 1988 : La Valise en carton (série télévisée) : Maria Amélia, mère de Linda
- 1989 : Le Banquet (téléfilm) : Diotime
- 1989 : Oceano (série télévisée) : Aurelia Perdomo
- 1990 : Les Cavaliers aux yeux verts (téléfilm) : Anasthasie Rouch
- 1994 : Jacob (téléfilm) : Rebekah
- 1997 : L'Odyssée (The Odyssey) (téléfilm) : Anticleia
- 2002 : Short Cuts (série télévisée) : une pensionnaire

## Discographie
Solo
- 1968 : Songs of Theodorakis
- 1990 : In Eleven Songs by Mikis Theodorakis

Avec Vangelis
- 1979 : Ωδές - Odes
- 1986 : Ραψωδίες - Rhapsodies

Singles
- 1959 : Patience/Wick Walt Girls - Avec le trio Bel-Kanto et l'orchestre de Takis Morakis
- 1969 : Per Te (Ta Afiso Ti Manula Mou)/Il Mio Aprile (Aprilis)
- 1970 : Requiem Per Chissa' Chi/La Soglia - Face A Georges Moustaki, Face B Irène Papas
- 1970 : La Soglia/So Cos'è. - De l'album Irene Papas Canta Theodorakis
- 1979 : Les 40 Braves/Les Kolokotronei - De l'album Odes avec Vangelis

Collaborations
- 1972 : 666 de Aphrodite's Child - Sur ∞ (infinity)
- 2003 : (Άπονες Εξουσίες) - Heartless Authority de Mikis Theodorakis - 2 CD Compilation - Irène Papas chante les chœurs sous le pseudonyme d'Irini Papa sur tout le CD 1.
- 2005 : Mikis Theodorakis - Compilation 5 CD - Irène Papas chante sur You were good and you were sweet sous le pseudonyme de Er Pappa

## Distinctions

### Récompenses
- Semaine du cinéma grec 1961 (Thessalonique) : meilleure actrice (Antigone)
- Semaine du cinéma grec 1962 (Thessalonique) : meilleure actrice (Électre)

### Décorations
- Commandeur de l'ordre des Arts et des Lettres (France) Elle est faite commandeur le 26 janvier 1995[50].
- Commandeur de l'ordre du Phénix (Grèce)
- Commandeur de l'ordre d'Alphonse X le Sage (Espagne)